# 九省通衢
九省通衢，是指九个省份之间的交通要道。该词汇最早出现在一块于山东省滕州市发现的一块碑上。现今该词汇主要是指武汉市，因地处中部要道又临长江，古时通過水陸交通可與湖北本省各地，以及四川、陝西、河南、湖南、貴州、江西、安徽和江蘇九省相连，实际上现代更有铁路、航空等交通方式连接鄰省乃至世界各地
。